# مايكل جاي كونور
مايكل جاي كونور (بالإنجليزية: Michael J. Connor)‏ هو ضابط أمريكي، ولد في 19 يناير 1961 في دنفر في الولايات المتحدة.